# Pig Latin
El pig latin (llatí dels porcs) és una variant dialectal lúdica de l'idioma anglès.

## Regles
Les regles habituals per transformar una paraula en pig latin són:
Per a les paraules que comencen amb sons de consonants, es mouen totes les consonants abans de la primera vocal a al final i s'agrega la síl·laba ay (pronunciada ei).
exemples:
1. mess → essmay
2. father → atherfay
3. chick → ickchay
4. star → arstay
5. city [sɪtɪ] → [ɪtɪseɪ] itysay. No n'hi ha prou amb canviar la primera lletra de lloc perquè itycay suggereix la pronunciació [ɪtɪkeɪ]

- El so [w] es considera consonant i s'ha de agrupar amb altres consonants[1]
  - Rwanda → Andarway
  - queen [kwin] → [inkweɪ] eenquay
  - choir [kwaɪr] → [aɪrkweɪ] oirchay (notació basada en l'ortografia) o millor anire-quay (notació més fonètica).
  - one [wʌn] → [ʌnweɪ] unway[2]
- Per paraules que comencen amb sons de vocals (incloent consonants mudes), s'agrega "ai" a la fi de la paraula.
  - ant → antay
  - honor → honoray